# 陳崇禮
陳崇禮（1766年7月31日—？年），字敦厚，號梅亭， 浙江省海寧州（今海寧市）人。清朝政治人物。

## 生平
- 嘉慶元年由州同投效湖南軍營
- 嘉慶四年三月，借補寧遠府經歷[3]
- 嘉慶五年六月，陞補珙縣知縣[4][5]
- 安岳縣知縣
- 嘉慶九年（1804年），調補順慶府鄰水縣知縣[6][7][8][9]
- 嘉慶九年十二月，緣事革去知州銜[10]
- 嘉慶十三年十二月，引見仍回四川，以同知用[11]
- 署眉州直隸州知州
- 嘉慶十五年四月，陞補石砫直隸廳同知[12]
- 江北廳同知[13]
- 嘉慶二十四年九月，服滿起復補授雜谷理番廳同知[14]
- 嘉慶二十五年，署綏定府知府
- 道光元年，任寧遠府知府[15]
- 道光六年五月，調補成都府知府[16]
- 道光七年十月十六日大計卓異引見，奉諭旨加一級，仍註冊回任候升[17]，十九日，升補建昌道[18]
- 道光十年四月，補授長蘆鹽運使[19][20][21][22][23][24][25][26]
- 道光十三年正月，補授直隸按察使[27][28]
- 道光十六年四月，補授直隸布政使[29][30]
- 道光十六年八月，調補福建布政使[31][32][33][34][35]。
- 道光十七年三月，以病後氣弱，開缺回籍調理[36]